# D. W. Moffett

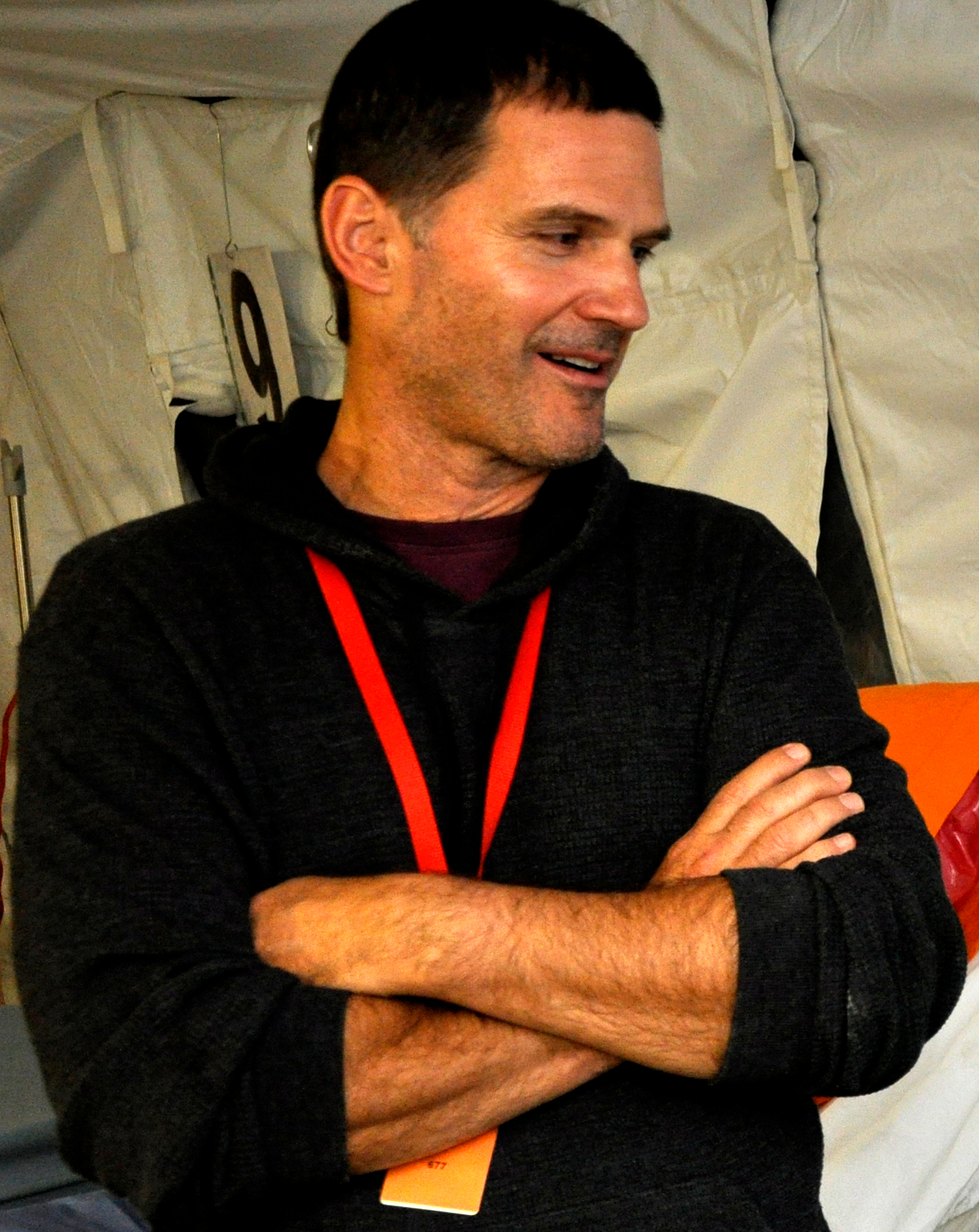
Donald Warren Moffett (Afghanistan, 2009)

Donald Warren Moffett (* 28. Oktober 1954 in Highland Park, Illinois) ist ein US-amerikanischer Film- und Theaterschauspieler.

## Leben
Donald Warren Moffett wurde in Highland Park geboren und wuchs in Wilmette auf. Von 1969 bis 1974 besuchte er die Schule in Schloss Neubeuern. Nach seinem Studium an der Stanford University in Politikwissenschaften arbeitete er als Investmentbanker in Chicago und begann parallel dazu Theater zu spielen. So spielte er an der Seite von William H. Macy in der St. Nicholas Theater Company. Er konnte sich als Theaterschauspieler in Chicago etablieren und wechselte später zum Broadway nach New York City, wo er in mehreren Theaterproduktionen an der Seite von John Malkovich, Matt Dillon und Kevin Spacey mitspielte. Um nicht mit dem britischen Schauspieler Donald Moffat verwechselt zu werden, spielte er fortan unter dem Kürzel D. W. Moffett.
An der Seite von Gena Rowlands, Ben Gazzara und Sylvia Sidney debütierte Moffett 1985 in dem Fernsehdrama Früher Frost – Ein Fall von Aids. Seitdem spielte er in Filmen wie Fremde Schatten, Falling Down – Ein ganz normaler Tag und Traffic – Macht des Kartells mit. Außerdem hatte er größere Rollen in den Fernsehserien For Your Love, Friday Night Lights und ist seit 2011 in Switched at Birth zu sehen.
Seit dem 5. April 1997 ist Moffett mit Kristal Rogers, mit der er zwei gemeinsame Kinder hat, verheiratet.

## Filmografie (Auswahl)

### Filme
- 1985: Früher Frost (An Early Frost, Fernsehfilm)
- 1987: Die Galgenvögel (The Misfit Brigade)
- 1987: Die schwarze Witwe (Black Widow)
- 1989: Den Träumen keine Chance (Dream Breakers)
- 1989: Stimme des Todes (Lisa)
- 1990: Danielle Steel – Preis des Glücks (Fine Things)
- 1990: Fremde Schatten (Pacific Heights)
- 1992: Schreie im Wald (In the Deep Woods)
- 1993: Falling Down – Ein ganz normaler Tag (Falling Down)
- 1994: Hilfe, ich liebe einen Filmstar (Starstruck)
- 1994: Und Freiheit für alle (A Passion for Justice: The Hazel Brannon Smith Story)
- 1994: Pretty Contessa – Falsche Prinzessin sucht wahre Liebe (Pretty Contessa, Fernsehfilm)
- 1995: Wilder Zauber (Rough Magic)
- 1996: Gefühl und Verführung (Stealing Beauty)
- 1996: Kind der Angst (The Secret She Carried)
- 1998: In den Fängen der Bestie (Perfect Prey)
- 1999: Flieg ins Licht, Maryann (A Song from the Heart)
- 1999: Molly
- 2000: Traffic – Macht des Kartells (Traffic)
- 2001: Stirb später, Liebling (Kill Me Later)
- 2003: Dreizehn (Thirteen)
- 2004: Twisted – Der erste Verdacht (Twisted)
- 2009: Der Gestank des Erfolges (The Smell of Success)
- 2011: Bad Sitter (The Sitter)
- 2025: Alarum

### Serien
- 1998–2002: For Your Love (84 Folgen)
- 2001–2002: Crossing Jordan – Pathologin mit Profil (Crossing Jordan, 4 Folgen)
- 2004: Nip/Tuck – Schönheit hat ihren Preis (Nip/Tuck, 2 Folgen)
- 2006: Close to Home (2 Folgen)
- 2007: Grey’s Anatomy (Folge 3x22)
- 2007: Hidden Palms (8 Folgen)
- 2007: Ghost Whisperer – Stimmen aus dem Jenseits (Ghost Whisperer, Folge 2x19)
- 2007–2008: Life Is Wild (13 Folgen)
- 2008–2010: Friday Night Lights (20 Folgen)
- 2010, 2014: Hot in Cleveland (2 Folgen)
- 2011: In Plain Sight – In der Schusslinie (In Plain Sight, Folge 4x05)
- 2011–2013: Happily Divorced (11 Folgen)
- 2011–2017: Switched at Birth
- 2013: Criminal Minds (Folge 8x22)
- 2015–2016: Chicago Med (4 Folgen)
- 2017: How to Get Away with Murder (2 Folgen)
- 2019: Against the Clock

## Theater (Auswahl)
- 1984: Balm in Gilead (Circle Repertory Theatre)
- 1984–1985: The Real Thing (Plymouth Theatre)
- 1985: The Normal Heart (The Public Theater)
- 1985: The Boys of Winter (Biltmore Theatre)
- 1990: The American Plan (New York City Center – Stage I)
- 2000–2002: Contact (Vivian Beaumont Theatre)